# Eclissi solare dell'8 aprile 1959
L'eclissi solare dell'8 aprile 1959 è un evento astronomico che ha avuto luogo il suddetto giorno attorno alle ore 3.24 UTC. 
L'eclissi, di tipo anulare, è stata visibile in alcune parti dell'Asia (India), dell'Oceania (Australia e Nuova Zelanda) e dell'Oceano Pacifico
L'eclissi è durata 7 minuti e 26 secondi  e l'ombra lunare sulla superficie terrestre ha raggiunto una larghezza di 247 km.

## Percorso e visibilità
La superficie dell'oceano a circa 610 chilometri a nord-est dell'arcipelago delle Kerguelen nell'Oceano Indiano meridionale è stata la prima area ad essere interessata dall'eclissi solare anulare all'alba locale dell'8 aprile; in seguito la pseudo umbra della luna si è spostata a nord-est, diagonalmente attraverso l'Australia, rasentando il Territorio del Nord. Il punto di massima eclissi si è avuto nella regione del Queensland. Successivamente, la pseudo umbra ha attraversato i territori australiani d'oltremare, il Territorio della Nuova Guinea (ora Papua Nuova Guinea) e le Isole Salomone britanniche (ora Isole Salomone), la colonia britannica di Gilbert e le Isole Ellis (ora Parte di Tuvalu), parte delle isole di Tokelau, appartenenti alla Nuova Zelanda. L'eclissi ha attraversato la linea internazionale del cambio di data quindi ha coperto l'isola Swains, il punto più settentrionale delle Samoa americane, e si è conclusa a circa 230 km a nord ovest dell'isola di Puka, al tramonto del 7 aprile.

## Eclissi correlate

### Eclissi solari 1957 - 1960
Questa eclissi è un membro di una serie semestrale. Un'eclissi in una serie semestrale di eclissi solari si ripete approssimativamente ogni 177 giorni e 4 ore (un semestre) a nodi alternati dell'orbita della Luna.

### Ciclo di Saros 138
L'evento fa parte del ciclo di Saros 138, che si ripete ogni 18 anni, 11 giorni, contenente 70 eventi. La serie è iniziata con un'eclissi solare parziale il 6 giugno 1472. Comprende eclissi anulari dal 31 agosto 1598 al 18 febbraio 2482 con un'eclissi ibrida il 1 marzo 2500. Comprende eclissi totali dal 12 marzo 2518 al 3 aprile 2554. La serie termina al membro 70 come un'eclissi parziale l'11 luglio 2716. L'eclissi solare totale più lunga della serie sarà di soli 56 secondi il 3 aprile 2554.